# Aleksander Perka
Aleksander Perka (Varsavia, 22 giugno 1987) è un cestista polacco.

## Palmarès
- Coppa di Polonia: 1

Pierniki Toruń: 2018
- Supercoppa polacca: 1

Pierniki Toruń: 2018